# Embraer ERJ 140
Dimensions
Le Embraer ERJ 140 est un avion de ligne régional biréacteur. Il est plus grand de 2,20 mètres par rapport à l'ERJ 135 et plus court de 1,40 mètres par rapport à l'ERJ 145, deux appareils antérieurs de la même famille.